# Refractòmetre de Pulfrich

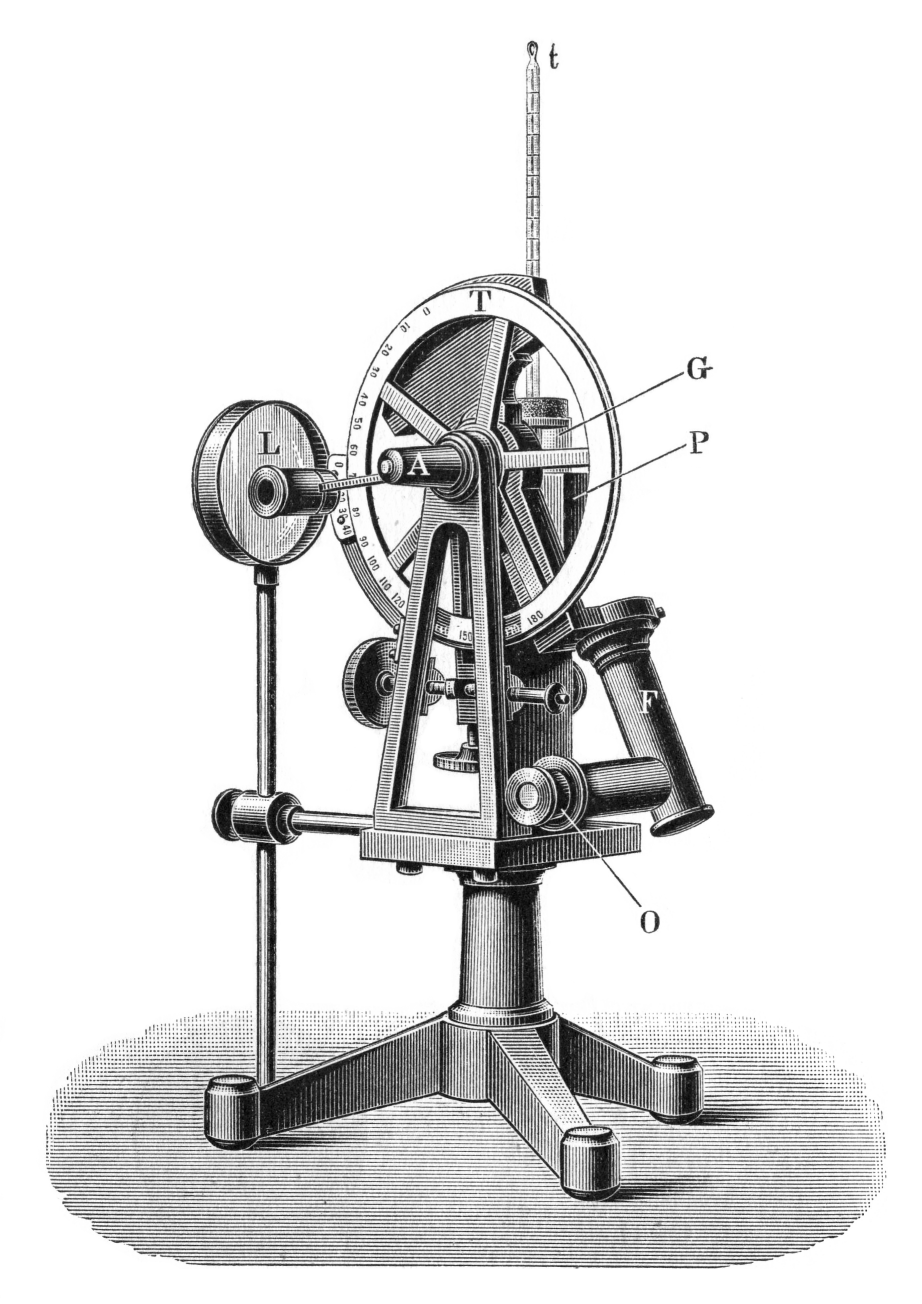
Dibuix d'un refractòmetre de Pulfrich

El refractòmetre de Pulfrich és un refractòmetre per a la mesura de l'índex de refracció d'un sòlid a partir de la determinació de l'angle límit pel mètode de la refracció límit o de la reflexió total. La mostra se situa damunt d'un prisma especial i la llum es fa incidir de forma rasant refractant-se en el prisma amb l'angle límit. Fou inventat per l'òptic alemany Carl Pulfrich.